# Ichthyophis youngorum
Ichthyophis youngorum là một loài ếch giun thuộc chi Ichthyophis, Họ Ếch giun. Đây là một loài động vật sinh sống ở Doi Suthep, gần Chiang Mai ở Thái Lan, một thung lũng nhỏ ở độ cao 1200 mét trên mực nước biển. Loài này được Edward Harrison Taylor phát hiện năm 1957. Môi trường sinh sống của chúng ở các khu vực nhiệt đới và cận nhiệt đới, trong các ao hồ, sông, vùng ngập nước.